# Exocentrus granulicollis
Exocentrus granulicollis es una especie de escarabajo longicornio del género Exocentrus, categorizada en la tribu Exocentrini, de la subfamilia Lamiinae. Fue descrita por Fisher en 1932.

## Descripción
Mide 4,7-6,4 mm de longitud.

## Distribución
Se distribuye por China, India, Laos y Tailandia.